# Società Sportiva Lazio Calcio Femminile 1997-1998
Questa voce raccoglie le informazioni riguardanti la Società Sportiva Lazio Calcio Femminile nelle competizioni ufficiali della stagione 1997-1998.

## Stagione
La squadra venne affidata inizialmente alla guida tecnica di Vito D'Amato, per poi essere rilevato dalla centrocampista Elisabetta Bavagnoli dalla 21ª giornata di campionato.

## Rosa
Rosa aggiornata alla fine della stagione.
| N. |                   | Ruolo | Calciatrice          |
| -- | ----------------- | ----- | -------------------- |
|    | Italia (bandiera) | C     | Claudia Alvino       |
|    | Italia (bandiera) | D     | Laura Baldinelli     |
|    | Italia (bandiera) | C     | Elisabetta Bavagnoli |
|    | Italia (bandiera) | D     | Ilaria Brachetti     |
|    | Italia (bandiera) | D     | Monica Caprini       |
|    | Italia (bandiera) | C     | Daniela Colasante    |
|    | Italia (bandiera) | P     | Silvia Colella       |
|    | Italia (bandiera) | D     | Luana Corradino      |
|    | Italia (bandiera) | D     | Francesca De Sario   |
|    | Italia (bandiera) | D     | Daniela Di Bari      |
|    | Italia (bandiera) | P     | Simona Di Renzo      |
|    | Italia (bandiera) | D     | Adele Frollani       |
|    | Italia (bandiera) | A     | Cinzia Giampiccolo   |
|    | Italia (bandiera) | C     | Gorgia Iommi         |

| N. |                   | Ruolo | Calciatrice        |
| -- | ----------------- | ----- | ------------------ |
|    | Italia (bandiera) | C     | Manuela Lattanzi   |
|    | Italia (bandiera) | A     | Mirta Lispi        |
|    | Svezia (bandiera) | A     | Lena Martinsson    |
|    | Italia (bandiera) | A     | Vania Massimi      |
|    | Italia (bandiera) | C     | Alba Mellina       |
|    | Italia (bandiera) | A     | Maria Napoleoni    |
|    | Italia (bandiera) | C     | Valentina Paladini |
|    | Italia (bandiera) | D     | Alessandra Pia     |
|    | Italia (bandiera) | D     | Debora Rosi        |
|    | Italia (bandiera) | C     | Vanessa Rossetti   |
|    | Italia (bandiera) | P     | Eva Russo          |
|    | Italia (bandiera) | P     | Veronica Varamo    |
|    | Italia (bandiera) | C     | Tatiana Zorri      |

## Calciomercato

### Sessione estiva
| Acquisti | Acquisti | Acquisti | Acquisti |
| R.       | Nome     | da       | Modalità |
| -------- | -------- | -------- | -------- |
|          |          |          |          |

| Cessioni | Cessioni | Cessioni | Cessioni |
| R.       | Nome     | a        | Modalità |
| -------- | -------- | -------- | -------- |
|          |          |          |          |

## Risultati

### Serie A

#### Girone di andata
| Roma 27 settembre 1997, ore --:-- CEST 1ª giornata | Lazio CF | 0 – 6 | Cascine Vica | Campo sportivo Banco di Roma |

| Monza 4 ottobre 1997, ore --:-- CEST 2ª giornata | Fiammamonza | 3 – 2 | Lazio CF | Stadio Gino Alfonso Sada |

| Roma 11 ottobre 1997, ore 15:30 CEST 3ª giornata | Lazio CF | 2 – 0 | Sarzana | Campo sportivo Banco di Roma |

| Segrate 18 ottobre 1997, ore 15:30 CEST 4ª giornata | Sporting Segrate 92 | 0 – 0 | Lazio CF |  |

| Roma 25 ottobre 1997, ore --:-- CEST 5ª giornata | Lazio CF | 0 – 0 | Pisa | Campo sportivo Banco di Roma |

| Agliana 1º novembre 1997, ore --:-- CET 6ª giornata | Agliana | 1 – 0 | Lazio CF | Stadio comunale Germano Bellucci |

| Lugo 8 novembre 1997, ore --:-- CET 7ª giornata | Lugo Zambelli | 1 – 1 | Lazio CF |  |

| Roma 29 novembre 1997, ore --:-- CET 8ª giornata | Lazio CF | 0 – 0 | Torino | Campo sportivo Banco di Roma |

| Modena 6 dicembre 1997, ore --:-- CET 9ª giornata | Modena | 7 – 0 | Lazio CF | Stadio Alberto Braglia |

| Roma 13 dicembre 1997, ore --:-- CET 10ª giornata | Lazio CF | 1 – 1 | Torres Fo.S. | Campo sportivo Banco di Roma |

| Triginto, Mediglia 6 dicembre 1997, ore --:-- CET 11ª giornata | ACF Milan | 3 – 2 | Lazio CF | Campo sportivo Vigorelli |

| Arbitro: | Celiento (Frattamaggiore) |

|                                 |           |                |
| Napoleoni 45’, 86’ Di Renzo 67’ | Marcatori | 52’ Mengarelli |

| Arbitro: | Bravi (Macerata) |

|                                            |           |           |
| Cunningham 38’ Celentano 67’ De Felice 74’ | Marcatori | 7’ Alvino |

| Arbitro: | Casciano (Cosenza) |

|              |           |           |
| Di Renzo 24’ | Marcatori | 39’ Casey |

| Arbitro: | Balestra (Cesena) |

|         |           |                 |
| Loi 14’ | Marcatori | 88’ Giampiccolo |

#### Girone di ritorno
| Arbitro: | Bonom (Rovigo) |

|                                                               |           |                                     |
| Tavalazzi 42’, 72’, 90+2’ Deiana 58’ Correra 69’ Costanzo 90’ | Marcatori | 75’ Di Renzo 80’ Frollani 88’ Zorri |

| Arbitro: | Vancini (Finale Emilia) |

|             |           |             |
| Di Bari 90’ | Marcatori | 23’ Novelli |

| Sarzana 14 febbraio 1998, ore 14:30 CET 18ª giornata                                       | Sarzana   | 3 – 1 referto | Lazio CF |  |
| \| \| \| \| \| Angelini 13’ Lucchinelli 45’ Longinotti 54’ \| Marcatori \| 81’ Paladini \| |           |               |          |  |
|                                                                                            |           |               |          |  |
| Angelini 13’ Lucchinelli 45’ Longinotti 54’                                                | Marcatori | 81’ Paladini  |          |  |

| Arbitro: | Branciari (Macerata) |

|              |           |             |
| Frollani 89’ | Marcatori | 10’ Fichera |

| Arbitro: | Salvetti (Varese) |

|              |           |                   |
| Baldelli 45’ | Marcatori | 44’ (aut.) Madsen |

| Arbitro: | Crudele (Isernia) |

|              |           |  |
| Lattanzi 44’ | Marcatori |  |

| Arbitro: | Mascia (Cagliari) |

|                                    |           |                       |
| Colasante 78’ Napoleoni 89’ (rig.) | Marcatori | 37’ Salmaso 52’ Ulivi |

| Arbitro: | Papandrea (Mestre) |

|                |           |  |
| Petronelli 14’ | Marcatori |  |

| Arbitro: | Pastore (Potenza) |

|                       |           |                                 |
| Cassanelli 23’ (aut.) | Marcatori | 13’, 15’, 78’ Panico 86’ Morace |

| Arbitro: | Vitale (Frattamaggiore) |

|            |           |             |
| Parejo 73’ | Marcatori | 47’ Massimi |

| Arbitro: | Liut (Pisa) |

|                             |           |  |
| Napoleoni 45’ Colasante 87’ | Marcatori |  |

| Arbitro: | Pamcrazio (Brescia) |

|                                    |           |                          |
| Maglio 3’ Caricato 29’ Pedroni 90’ | Marcatori | 56’ Frollani 82’ Massimi |

| Arbitro: | Boem (Gallarate) |

| |           |  |
| Lattanzi 9’ Zorri 12’, 18’, 73’ Alvino 20’ Frollani 28’, 87’ Napoleoni 30’ (rig.) Mellina 49’ Massimi 53’, 62’, 85’ Bavagnoli 66’ | Marcatori |  |

| Arbitro: | Balestra (Cesena) |

|             |           |                                                 |
| Tavella 75’ | Marcatori | 25’ Napoleoni 90+3’ Giampiccolo 90+5’ Colasante |

| Arbitro: | Mugnai (Siena) |

|  |           |         |
|  | Marcatori | 12’ Duò |

## Statistiche

### Statistiche di squadra
| Competizione | Punti | In casa | In casa | In casa | In casa | In casa | In casa | In trasferta | In trasferta | In trasferta | In trasferta | In trasferta | In trasferta | Totale | Totale | Totale | Totale | Totale | Totale | DR |
| Competizione | Punti | G       | V       | N       | P       | Gf      | Gs      | G            | V            | N            | P            | Gf           | Gs           | G      | V      | N      | P      | Gf     | Gs     | DR |
| ------------ | ----- | ------- | ------- | ------- | ------- | ------- | ------- | ------------ | ------------ | ------------ | ------------ | ------------ | ------------ | ------ | ------ | ------ | ------ | ------ | ------ | -- |
| Serie A      | 30    | 15      | 5       | 7       | 3       | 28      | 19      | 15           | 1            | 5            | 9            | 18           | 35           | 30     | 6      | 12     | 12     | 46     | 54     | -8 |
| Coppa Italia | -     | .       | .       | .       | .       | .       | .       | .            | .            | .            | .            | .            | .            | .      | .      | .      | .      | .      | .      | .  |
| Totale       | -     | .       | .       | .       | .       | .       | .       | .            | .            | .            | .            | .            | .            | .      | .      | .      | .      | .      | .      | .  |

### Andamento in campionato
| Giornata  | 1 | 2  | 3 | 4 | 5 | 6 | 7 | 8 | 9 | 10 | 11 | 12 | 13 | 14 | 15 | 16 | 17 | 18 | 19 | 20 | 21 | 22 | 23 | 24 | 25 | 26 | 27 | 28 | 29 | 30 |
| --------- | - | -- | - | - | - | - | - | - | - | -- | -- | -- | -- | -- | -- | -- | -- | -- | -- | -- | -- | -- | -- | -- | -- | -- | -- | -- | -- | -- |
| Luogo     | C | T  | C | T | C | T | T | C | T | C  | T  | C  | T  | C  | T  | T  | C  | T  | C  | T  | C  | C  | T  | C  | T  | C  | T  | C  | T  | C  |
| Risultato | P | P  | V | N | N | P | N | N | P | N  | P  | V  | P  | N  | N  | P  | N  | P  | N  | N  | V  | N  | P  | P  | P  | V  | P  | V  | V  | P  |
| Posizione |   | 16 |   |   |   |   |   |   |   |    | 12 | 10 | 11 | 12 | 12 | 12 | 12 | 12 | 13 | 14 | 12 | 13 | 14 | 14 | 14 | 14 | 14 | 13 | 10 | 11 |

Legenda:

Luogo: C = Casa; T = Trasferta. Risultato: V = Vittoria; N = Pareggio; P = Sconfitta.